# Course Marseille-Cassis 2012
Navigation
Édition précédente Édition suivante
Le Marseille-Cassis 2012 est la 34e édition de la course Marseille-Cassis qui a eu lieu en France le 28 octobre 2012.

## Résultats

### Hommes
| Rang | Temps           | Athlète               |
| ---- | --------------- | --------------------- |
|      | 58 min 16 s     | Edwin Kipyego         |
|      | 58 min 43 s     | Philemon Yator        |
|      | 58 min 59 s     | Pius Kirop            |
| 4    | 59 min 05 s     | Cyprian Kotut         |
| 5    | 59 min 15 s     | Bernard Kitur         |
| 6    | 59 min 17 s     | Ezechiel Nizigiyimana |
| 7    | 59 min 21 s     | Reuben Limaa          |
| 8    | 59 min 32 s     | Dawit Wolde           |
| 9    | 1 h 00 min 21 s | Edwin Kiptoo          |
| 10   | 1 h 01 min 52 s | Ezekiel Chebii        |
| 11   | 1 h 02 min 29 s | Haftu Tadele          |
| 12   | 1 h 03 min 09 s | Ladan Wanjiku         |
| 13   | 1 h 03 min 48 s | Gilbert Masai         |
| 14   | 1 h 04 min 28 s | Josefat Muraga        |
| 15   | 1 h 04 min 40 s | Hedi Bouazzaoui       |
| 16   | 1 h 05 min 53 s | Yannick Dupouy        |
| 17   | 1 h 06 min 28 s | Arnaud Lajat          |
| 18   | 1 h 06 min 37 s | Duncan Kipkurgat      |
| 19   | 1 h 06 min 39 s | Francky Hernould      |
| 20   | 1 h 06 min 41 s | Marc Lozano           |

### Femmes
| Rang | Temps           | Athlète          |
| ---- | --------------- | ---------------- |
|      | 1 h 07 min 58 s | Mercy Kibarus    |
|      | 1 h 08 min 14 s | Cynthia Jerotich |
|      | 1 h 08 min 37 s | Gladys Kipsoi    |
| 4    | 1 h 09 min 06 s | Lema Megra       |
| 5    | 1 h 09 min 57 s | Farida Chelanga  |